# Boophis andohahela
Boophis andohahela är en groddjursart som beskrevs av Andreone, Nincheri och Piazza 1995. Boophis andohahela ingår i släktet Boophis och familjen Mantellidae. IUCN kategoriserar arten globalt som otillräckligt studerad. Inga underarter finns listade.